# Alberto Núñez Feijóo
Alberto Núñez Feijóo, född 10 september 1961 i Ourense, är en spansk politiker, president för Juntan i Galicien sedan parlamentsvalet i Galicien 2009. Han är också president för Partido Popular i Galicien.

## Biografi
Alberto Núñez Feijóo föddes 1961 i Ourense. Han barndom tillbringade han i Os Peares, en liten by i Ourenseprovinsen, tills han hade avlagt studentexamen. Han började då studera juridik vid universitetet i Santiago de Compostela. Sedan 1985, då med licentiatexamen, fram till 1991 arbetade han som vikarie i ledningen för Junta de Galicia. Mellan 2000 och 2012 sällskapade han med journalisten Carmen Gámir. Sedan 2013 har han ett förhållande med Eva Cárdenas, direktör för Zara Home, med vilken han har sin enda son, Alberto, född den 15 februari 2017.

## Politisk karriär
I juli 1991 började hans institutionella politiska karriär, då han blev utsedd till teknisk generalsekreterare för juntan i Galicien i det regionala departementet för jordbruk, boskapsskötsel och berg. Tre månader senare antogs han till Consejería de Sanidad y Servicios Sociales, under ledning av presidenten José Manuel Romay Beccaría, för att börja en anställning som generalsekreterare.
År 1996 flyttade han till Madrid för att ingå i José María Aznars regering. Han utsågs till generalsekreterare för Asistencia Sanitaria i Ministerio de Sanidad y Consumo, vars ledning av Romay Beccaría, och samma år blev han president för INSALUD. Mellan maj 2000 och januari 2003 styrde han den statliga organisationen Correos y Telégrafos, under en period då postverket genomgick en förändring från ett monopolitiskt allmänt serviceföretag till ett företag utsatt för fri konkurrens.
År 2003 återvände han till Galicien för att ingå i ledningen för Juntan i Galicien. Den 18 januari utsågs han till consejero i det autonoma departementet för territoriell politik, infrastruktur och bostäder och ett år senare blev han förste vicepresident.
År 2006 valdes han till president för Partido Popular i Galicia. Feijóo är en av PP:s territoriella "baroner" som har utmärkt sig mest i sitt stöd till partiets president, Mariano Rajoy.
I parlamentsvalet i Galicien 2009 ställde han upp som kandidat till juntans president och lyckades ge sitt parti en seger med absolut majoritet (38 mandat). Núñez Feijóo valdes till president för juntan i Galicien av Galiciens parlament den 16 april 2009 och tillträdde tjänsten två dagar senare. Vid valet 2012 valdes han för andra gången i följd till president.
År 2016 ställde Núñez Feijóo upp för tredje gången till galiciska parlamentsvalet. Den 25 september 2016 befästes den absoluta majoriteten för PPdeG, med samma antal mandat som i föregående legislatur och med dubbelt så många röster som för den lista som fått näst mest röster, den för En Marea. På så vis blev han den ende autonome presidenten i Spanien som kan styra med absolut majoritet.

## Offentliga uppdrag
I Galicien:
- President för juntan i Galicien (sedan 2009).
- Förste vicepresident för juntan i Galicien (2004-2005).
- Ledamot i regionala departementet för territoriell politik, infrastruktur och bostäder (2003-2005).
- Vicepresident och generalsekreterare för hälso- och sjukvård i Galicien (1992-1996).
- Generalsekreterare i regionala departementet för hälso- och sjukvård och social service (1991-1996).
- Teknisk generalsekreterare i regionala departementet för jordbruk, boskapsskötsel och berg (1991).

I den statliga administrationen:
- Generalsekreterare för sanitär assistans vid ministeriet för hälso- och sjukvård och konsumtion (1996-2000).
- President i Sociedad Estatal Correos y Telégrafos S.A. (2001-2003).
- President i Instituto Nacional de Salud (Insalud) (1996-2000).

### Uppdrag i Partido Popular
Alberto Núñez Feijóo har byggt upp hela sin politiska karriär i Partido Popular, genom följande uppdrag:
- Styrelseledamot i PP i Orense. 2002.
- Ledamot i PP:s provinsstyrelse i Orense. 2002.
- Styrelsemedlem i PP i Pontevedra. 2004.
- Ledamot i PP:s provinsstyrelse i Pontevedra. 2004.
- Ingår i nationella verkställande kommittén för Partido Popular (sedan år 2005).
- Deputerad för PPdeG för Pontevedra i ledningen för autonoma regionen. Augusti 2005.
- Vald till president för PPdeG vid den XIII:e kongressen, den 15 januari 2006, ett uppdrag han fortfarande har.

### Uppdrag i företag
Núñez har styrelseuppdrag i offentliga och privata företag:
- Banco de Crédito Local.
- Empresa Nacional de Autopistas.
- Paradores de Turismo de España S. A.
- Instituto Gallego de Medicina Técnica.
- International Post Corporation.
- Fábrica Nacional de Moneda y Timbre.
- Chronopost Express.

Han har också varit rådgivande konsult vid Telecomunicaciones och också rådgivande konstult för spanska postverket.